# Mahatma Otoo
Mahatma Otoo (Accra, 6 de fevereiro de 1992) é um futebolista profissional ganês que atua como atacante.

## Carreira
Mahatma Otoo fez parte do elenco da Seleção Ganesa de Futebol na Campeonato Africano das Nações de 2015.

## Títulos
Gana
- Campeonato Africano das Nações: 2015 2º Lugar.